# 宇宙魔神ダイケンゴー
『宇宙魔神ダイケンゴー』（うちゅうまじんダイケンゴー）は、1978年（昭和53年）7月27日から1979年（昭和54年）2月15日までテレビ朝日系で毎週木曜日18:00 - 18:30（関東地区）に全26話が放送された、鳥プロ制作のロボットアニメ。

## あらすじ
広い銀河の果てまでも、悪を叩いて流れ星。行く手を阻むか宇宙の地獄。怒れ正義のダイケンゴー!（オープニングナレーションより）
宇宙を手中に収めようと企むマゼラン皇帝が、将軍ロボレオンや侵略軍を率いて銀河系侵攻を開始した。銀河連盟は主星エンペリアスを中心に迎え撃つものの、圧倒的な戦力比により劣勢に陥る。エンペリアスの第1王子であるザムソンもロボレオンとの一騎討ちに敗れ死亡、戦争はマゼラン軍の勝利となった。
最愛の兄を殺された第2王子・ライガーは、950年周期でエンペリアスに接近する彗星・魔神の力によって目覚めた守護神・ダイケンゴーと共にマゼランに立ち向かうことを決意するが、エンペル王はライガーの弟・ユーガーをパイロットに任命。しかしライガーは王の制止を振り切り、発進させてしまう。反撃を開始するライガーに対し、ロボレオンからダイケンゴーを引渡すことを条件に和平交渉を行いたいという話を持ちかけてきた。しかしライガーはそれを連盟を降伏させる罠だと拒否、それを不服とした王は苦渋の決断の末、ライガー討伐の指示を出した。連盟をも敵に回してしまったライガーたちだったが、それでも戦い続けることを決意する。
ライガーは同乗したクレオとアニケ・オトケと共にダイケンゴーを駆り、銀河の平和のため大宇宙に旅立つ。

## 概要
タツノコプロを退社し、独立した鳥海尽三が立ち上げた『鳥プロ』が製作した最初で最後の作品。同時期に退社した陶山智、酒井あきよし達と共に企画・制作した。大宇宙を舞台に活躍する主人公達の物語を描いたロボットアニメである。数々のアニメソングを歌ってきた歌手堀江美都子が、初めてアニメの声優を担当した作品で、洋画の吹き替え声優として既にデビューしていたユーガー役の島田敏も、この作品でアニメの声優を初めて担当した。
「地球以外の星が舞台」と言う事もあり（ただし、地球が舞台となるエピソードが複数ある）、登場人物のファッションは中世の西欧風を基調としながらも和洋折衷や男女混交のデザインが盛り込まれ（ライガー王子の衣装は女性のスカートのように裾が下まで伸びている等）、地球とは違った民族感覚であった。ベルトのバックルから取り出す「ベルト剣」や、ダイケンゴー自体は元が石像だったりするなど、今までのロボットアニメに見られなかった設定も存在する。
キー局ではローカルセールス枠であったために、朝日放送では平日朝（現在の「モーニングショー」）枠で放送する一方、九州朝日放送では金曜日17:00-17:30枠で先行放送が行われるなど、本作の放送時間帯は地域毎に異なっていた。また、テレビ朝日系フルネット局が所在しながら系列外の局が放送した地域もある。キー局では、終了後は再放送枠に戻した後、1ヶ月半後の1979年4月2日よりローカルニュース番組『6時のサテライト』を開始する。
本作のヒットによりタカトクトイスは同じ鳥プロ原作の『龍虎巨人ゴーカイザー』を商品化する。
2008年9月22日から12月15日まで、東映チャンネルの「わくわく!!アニメタイム」枠にてニューマスター版の再放送が行われた。

## 登場人物
ライガー(17歳)：石丸博也（次回予告ナレーションも兼任）
主人公。エンペリアスの第二王子。剣の名手で熱血漢。コンバットシップのパイロット。
当初は文字通りの「荒くれ者」だったが、旅を通して人間的に成長を遂げる。
クレオ(16歳)：堀江美都子
ダルスの娘。武道に秀で、気が強く男勝りの美女。ダイケンバギーのパイロット。
アニケ：西尾徳
ライガーに仕えるサポートロボットの兄。ダイケンキャタピラーのパイロット。
オトケ：井上瑤
ライガーに仕えるサポートロボットの弟。兄より身長が高い。兄と同様ダイケンキャタピラーのパイロット。
エンペル王(50歳)：藤本譲
ライガーたちの父。銀河系連盟の主星・エンペリアス星の王。常に冷静沈着。
物語前半で命令を破る形となったライガーの「逮捕」命令を出した事で（ただしダルスによって「暗殺」命令に曲解された）、「父親としての立場」と「連盟の盟主としての立場」の間で悩むこととなった。
エリザ王妃(42歳)：樽井京子
ライガーたちの母。心優しく、平和を愛する女性。
ザムソン(20歳)：山田俊司
ライガーとユーガーの兄。エンペリアスの第一王子。戦死したと思われていたがサイボーグとして甦る。
ブライマン：納谷悟朗（ナレーションも兼任）
馬型メカ・サラブレッダーを駆り、ライガーを助ける謎のサイボーグ戦士。
ユーガー(15歳)：島田敏
ライガーの弟。エンペリアスの第三王子。15歳。兄とは正反対でおとなしく実直な少年。だが正義感は兄にも引けを取らない。
当初は父王の命令でダイケンゴーのパイロットになるはずだった。最終話では銀河連盟軍を指揮し、宇宙嵐に守られたマゼラン星への突破口を開くなど活躍した。
ダルス(45歳)：筈見純
クレオの父。エンペリアスの軍務大臣だがマゼラン軍に内通している。第12話でロボレオンと通信をしているところをユーガーに見られ、それを機にクーデターを起こしダイケンゴーを手土産にするも、用済みとしてロボレオンに粛清されかける。
しかし、密かにダイケンゴーに乗っていたライガーたちに救われ、そして赦されるも撤退したロボレオンが放った不意打ちからライガーを身を挺して救い、武人として最期を遂げる。
マゼラン皇帝：田中崇
マゼラン星の支配者。絶大な力を持っているらしい。
バラクロス(?歳)：友近恵子
マゼラン星の総司令官。腹黒く残虐非道な女性。宇宙忍術の使い手でもある。自製のロボレオン将軍を溺愛している。
ロボレオン：青野武
バラクロス総司令に造られたロボット将軍。降伏してきた者を容赦なく粛清する程冷酷だがコミカルな一面も。バラクロスの前ではメロメロで、口癖は「めまいが…」。一人称は「ロボ」。
ゴーリッキ：笹岡繁蔵
ダルスの従者で怪力無双の大男。ダルスのクーデターの際も付き従っていたが、最後はロボレオンに裏切られたダルスを守るべくロボレオンと戦い善戦するも倒される。
グッダー博士：田中崇
マゼラン軍の科学者。瀕死のザムソン王子をブライマンに改造し、ひそかにサポートを続ける。

## 登場メカ

### ダイケンゴー
エンペリアス星に代々伝われている伝説の守護神。魔神の星のエネルギーを受けて復活した。
巨大戦闘機であるコンバットシップ（乗員一名）、バギー型の巨大マシンダイケンバギー（乗員一名）、巨大戦車のダイケンキャタピラー（乗員二名）が合体して巨大ロボット・ダイケンゴーとなる。通常は移動基地・ダイケンベースに変形して宇宙を駆け巡る。各マシンへの分離には「ケンゴーセパレーター」、基地形態への合体は「ダイケンベースアレンジャー」、魔神形態への合体は「宇宙魔神ダイケンゴー」というコールを用いる。
全長120.0m、体重800t。動力源は光子力エネルギー。単独のワープも可能である。
顔面の装甲が二つに割れると、中には般若のような牙を持った口があり、そこから炎を吐く（ダイケンファイヤー）。

#### 武器
- ダイケンファイヤー

口から放たれる火炎放射。そこから必殺技につなげるパターンをとる。背中のブースター上部からも同様の火炎放射が可能。
- ダイケン宇宙魚雷

両腹蛇腹部が収納されて出現する三角形の発射口から発射される鮫型の魚雷。2話以降は普通のミサイルになり、ダイケンミサイルと呼称する場合も。
- ダイケンチャク

ウイング端部ピトー管状の部分左右一対が電磁結合されヌンチャク状の武器になる。
- ダイケンカッター

爪先から飛び出して敵の獣骨メカ等を切り裂く。
- アローフェンサー

脚部に収納され膝頭より取り出す細身の剣。2本装備しており、基本的に二刀流で戦う。柄部後端で接続しそれを回転させて切り刻む「回転大輪剣」や、二刀流を生かして相手を十文字に切り裂く「必殺十字剣」が必殺技。使用頻度は十字剣の方が圧倒的に多い。なお取り出す際には頭部上で二本を交える独特の構えを取る。
- ダイケンシールド

防御武装。五角形の肩のシールドを外して後端辺で接続し手持ちの六角盾として使用する。フリスビーのように投げて攻撃することもある（ダイケンガードラン）。
- ダイケンパンチ

肘から先を発射する、いわゆる「ロケットパンチ」。

### 獣骨メカ
マゼラン帝国の主力兵器。その名の通り獣の骨を模したロボットである。ダイケンゴー出現以前は銀河連盟にとって獣骨メカは脅威の対象となっていた。
獣骨メカは基本的に恐竜などの脊椎動物をモチーフにしているが、コツパイダーやガニーラのような節足動物をモチーフとしたものも存在する。また、量産化されている機体も存在しており、魚の骨の形をした戦闘機も多数出現している。
一部の雑誌では「骨獣メカ」と掲載されているが、正しくは「獣骨メカ」である。

### その他
- サラブレッダー

ブライマンが搭乗する馬型のマシン。前足にある2門のレーザー砲が主武装。
- エンペルコマンド

エンペリアス星が所有する大型戦闘母艦。艦内に無数の戦闘機が搭載されている。ダイケンゴーを除けば、銀河連盟が所有する現時点での最大戦力といえる。

## スタッフ
- 企画：鳥海尽三
- 原作：酒井あきよし（連載誌 - 『テレビランド』、『てれびくん』）
- 美術監督：中村光毅
- 音響監督：本田保則
- 音楽：筒井広志
- 効果：石田サウンドプロ
- メカニック設定：大河原邦男
- キャラクター設定：高橋資祐、井口忠一、岳本周明
- 総監督：八尋旭
- プロデューサー：小泉美明（テレビ朝日）、陶山智（鳥プロ）、佐藤光雄（グリーンボックス）
- 作画監督：田辺由憲、小泉謙三、井口忠一
- 背景担当：岡田和夫
- 色彩設計：岡嶋国敏
- 特殊効果：山崎雅典
- 撮影：岡崎英夫 他
- 編集：西出栄子
- 録音：原田敦
- 現像：東映化学
- 制作担当：由井正俊、新井孝
- 制作進行：高橋弘、保田康治、渡辺幸子 他
- 製作協力：グリーン・ボックス
- 制作：テレビ朝日、鳥プロ、東映エージエンシー

## 主題歌
- オープニング「宇宙魔神ダイケンゴーの歌」

歌：堀江美都子、こおろぎ'73、ザ・チャープス　作詞：鳥海尽三 作曲：小林亜星 編曲：高田弘
- エンディング「宇宙の男ライガー」

歌：MoJo、ザ・チャープス　作詞：酒井あきよし 作曲：小林亜星 編曲：高田弘

## 放送リスト
全ての回において、サブタイトルに「星」の字が使われている。
| 話数 | 放送日         | サブタイトル               | 脚本                    | 演出     | 登場獣骨メカ                                        |
| ---- | -------------- | -------------------------- | ----------------------- | -------- | --------------------------------------------------- |
| 1    | 1978年 7月27日 | あらくれ星雲児             | 鳥海尽三                | 八尋旭   | チラノザウラー                                      |
| 2    | 8月3日         | 孤独の星武者               | 陶山智 山村一朗         | 古川順康 | ステゴザウラー                                      |
| 3    | 8月24日        | さすらい星ブライマン       | 酒井あきよし 福島みちお | 山内重保 |                                                     |
| 4    | 8月31日        | 二つのはぐれ星             | 鳥海尽三 毛利元         | 古川順康 | ボーンバード                                        |
| 5    | 9月7日         | 友情の小惑星(アステロイド) | 陶山智 山村一朗         | 古川順康 |                                                     |
| 6    | 9月14日        | さらばゲリラ星             | 酒井あきよし 福島みちお | 八尋旭   | マウント                                            |
| 7    | 9月21日        | 第三惑星異常なし           | 鳥海尽三 毛利元         | 山内重保 |                                                     |
| 8    | 9月28日        | 愛の裏切り星               | 酒井あきよし 福島みちお | 八尋旭   | コツコブラー                                        |
| 9    | 10月5日        | 二連星の誓い               | 鳥海尽三 毛利元         | 古川順康 |                                                     |
| 10   | 10月12日       | 泣くな母恋星               | 酒井あきよし 福島みちお | 山内重保 | フェニボーン                                        |
| 11   | 10月19日       | 地獄星雲の対決             | 鳥海尽三 毛利元         | 八尋旭   | ナトカッツ                                          |
| 12   | 10月26日       | 嵐を呼ぶ王星               | 酒井あきよし 福島みちお | 古川順康 | リゴダー                                            |
| 13   | 11月2日        | ブライ星の秘密             | 酒井あきよし 福島みちお | 古川順康 | ガニーラ                                            |
| 14   | 11月9日        | 移動星の設計図             | 海老沼三郎 酒井あきよし | 八尋旭   | ロバダン                                            |
| 15   | 11月16日       | 魔の怪物星                 | 酒井あきよし 福島みちお | 山内重保 | モンギュラー                                        |
| 16   | 11月23日       | 星の渡り鳥                 | 酒井あきよし 福島みちお | 古川順康 | コツパイダー                                        |
| 17   | 11月30日       | 第三惑星の友情             | 鳥海尽三 毛利元         | 八尋旭   |                                                     |
| 18   | 12月7日        | 謎のゆうれい星             | 酒井あきよし 福島みちお | 古川順康 |                                                     |
| 19   | 12月14日       | 銀河のはぐれ星             | 鳥海尽三 毛利元         | 古川順康 | レヴィアタン                                        |
| 20   | 12月21日       | 母なる星の危機             | 福島みちお              | 八尋旭   | スコーピオン チラノザウラー ステゴザウラー リゴダー |
| 21   | 1979年 1月4日  | 星の十字架                 | 福島みちお              | 古川順康 | バットボーン                                        |
| 22   | 1月11日        | 危うし! 第三惑星           | 福島みちお              | 八尋旭   | ステゴザウラー                                      |
| 23   | 1月18日        | マゼラン星雲の陰謀         | 酒井あきよし 福島みちお | 八尋旭   | ザメーズ                                            |
| 24   | 2月1日         | 星魔王の挑戦               | 福島みちお              | 古川順康 | 星魔王                                              |
| 25   | 2月8日         | 星雲灯台X-01               | 福島みちお              | 古川順康 |                                                     |
| 26   | 2月15日        | 戦え! 王星三剣士           | 陶山智                  | 八尋旭   | ウォンタイガー                                      |

## 放送局
※放送系列は放送当時のもの、放送時間は個別に出典が提示されてあるものを除き1979年2月終了時点のものとする。
| 放送地域   | 放送局             | 放送系列                                     | 放送時間                                                    | 備考                                                                      |
| ---------- | ------------------ | -------------------------------------------- | ----------------------------------------------------------- | ------------------------------------------------------------------------- |
| 関東広域圏 | テレビ朝日         | テレビ朝日系列                               | 木曜 18:00 - 18:30                                          | 制作局                                                                    |
| 宮城県     | 東日本放送         | テレビ朝日系列                               | 木曜 18:00 - 18:30                                          |                                                                           |
| 北海道     | 北海道テレビ       | テレビ朝日系列                               | 土曜 7:30 - 8:00                                            |                                                                           |
| 秋田県     | 秋田テレビ         | フジテレビ系列 テレビ朝日系列                | 水曜 17:00 - 17:30                                          | 1978年11月22日から放送                                                    |
| 山形県     | 山形テレビ         | フジテレビ系列 テレビ朝日系列                | 月曜 17:00 - 17:30（1978年10月開始時点） 月曜 16:30 - 17:00 |                                                                           |
| 福島県     | 福島放送           | テレビ朝日系列                               | 月曜 - 土曜 6:30 - 7:00                                     | 1983年に放送 放送当時、本来のクロスネット局だった福島中央テレビでは未放送 |
| 山梨県     | テレビ山梨         | TBS系列                                      | 土曜 6:30 - 7:00                                            |                                                                           |
| 新潟県     | 新潟総合テレビ     | フジテレビ系列 日本テレビ系列 テレビ朝日系列 | 月曜 17:20 - 17:50                                          |                                                                           |
| 静岡県     | 静岡けんみんテレビ | テレビ朝日系列 日本テレビ系列                | 金曜 8:00 - 8:30                                            | 現・静岡朝日テレビ。                                                      |
| 富山県     | 富山テレビ         | フジテレビ系列                               | 木曜 16:50 - 17:20                                          |                                                                           |
| 福井県     | 福井放送           | 日本テレビ系列                               | 木曜 17:20 - 17:50                                          |                                                                           |
| 中京広域圏 | 名古屋テレビ       | テレビ朝日系列                               | 金曜 16:00 - 16:30                                          |                                                                           |
| 近畿広域圏 | 朝日放送           | テレビ朝日系列                               | 木曜 8:00 - 8:30                                            | 現・朝日放送テレビ。                                                      |
| 広島県     | 中国放送           | TBS系列                                      | 金曜 17:00 - 17:30                                          |                                                                           |
| 福岡県     | 九州朝日放送       | テレビ朝日系列                               | 金曜 17:00 - 17:30                                          |                                                                           |
| 熊本県     | 熊本放送           | TBS系列                                      | 木曜 17:00 - 17:30                                          |                                                                           |
| 鹿児島県   | 南日本放送         | TBS系列                                      | 月曜 17:25 - 17:55                                          | 1978年12月4日放送開始                                                     |

## 商品展開
タカトクよりZ合金シリーズで、コンバットシップ・ダイケンバギー・ダイケンキャタビラーをセット販売した「Zビルドプラン ダイケンゴー」とその単体販売。および、ダイケンベースに変形可能である「ダイケンゴー コンバットアクション」とダイケンゴーとサラブレッダーのスタンダード合金が発売された。
放送当時、朝日新聞に掲載されたタカトクの「Zビルドプラン ダイケンゴー」広告では、「驚異のビルドプラン」のキャッチコピーで、変形前の3機は単体でも遊べる一方、垂直に連結することでダイケンゴーに、水平に連結することでダイケンベースに合体可能であることをアピールしている。

## 映像ソフト化
2014年12月5日に東映ビデオから初のソフト化となるコンプリートDVDが発売された。